# Сингъл
В музикалната индустрия сингълът (на английски: Single от Single Play record) е кратък запис, който за разлика от албума съдържа едно или няколко самостоятелни музикални произведения на даден композитор, изпълнител или музикална група. Вариантът между албум и сингъл се нарича EP. В близкото минало сингълът е малка 7-инчова грамофонна плоча (Single Play), обикновено съдържаща 2 песни, със скорост на въртене на плочата 45 оборота в минута, но има и малки плочи с по няколко песни с 33 об./мин. Макси сингъл се нарича издание, което съдържа много варианти на едно парче: радиоверсия, клубен вариант, ремикс, инструментална версия и т.н.
В днешно време сингълът служи в музикалната индустрия на първа линия като инструмент за маркетинг за стимулиране на продажбите на музикални албуми. Първият сингъл, изваден от даден албум, обикновено бива пуснат за продажба преди издаването на самия албум, а след това често следват още сингли. В един сингъл освен песента, извадена от албума, обикновено биват поместени ремикс версии на парчето или неиздаден песенен материал, който не е използван в албума. Сингли съществуват както на винилни плочи, така и като компактдискове. След въвеждането на компактдисковете на пазара, този вариант на сингли се налага на масовия пазар.